# クイーン・オブ・カリスマ
クイーン・オブ・カリスマ（Queen of Charisma）はオム・ジョンファ の6枚目のオリジナルアルバム。2000年10月31日にEMIよりリリースされた。

## 解説
- Queen of Charismaは前作5集005.1999.06のリリース以来1年ぶりとなる作品。
- このアルバムではチュ・ヨンフンの作品である「Escape」で活動を始めた。 アルバムタイトル同様、「カリスマの女王」をコンセプトとし、まずはイ・ビョンホンとチェ・ジウ主演のドラマ「美しき日々」の第一話に本人役で登場し、カムバックとアルバムのコンセプトを披露した。 しかし、このアルバムの販売量は前作005.1999.06の半分にも達さず、3集以降初めてチャート征服に失敗した。「Escape」ではスパンコールが付いたワイドパンツと、アップにしたユニークなヘアスタイルで「カリスマ」というコンセプトを表現したが、前作ほど大衆には受け入れられなかったのである。後継曲「トゥム」ではキングコングが登場するMVを製作したが、これも成功とは言えなかった。
- このアルバムはオム・ジョンファにとって自身のキャリアの大きな分岐点となったと言える。この後、しばらく演技活動に専念した。
- カリスマの女王というコンセプトのもと、豪華さを前面に出した作りになっている。
- アルバムのフォトセッションはイギリスで行っており、スタイリストにもイギリス人を起用している。
- CDケースのサイズが一回り大きいため、市販のCDラックに収まらないという思わぬ弊害が生じている。
- 活動曲「Escape」のPVでは人に向かってナイフを投げるシーンが問題となり、放映を見送るテレビ局が相次いだが、彼女の強い要望で作り直されることはなく、そのままリリースした。
- 2曲目の活動曲の「トゥム」は、当初「Escape」でのカムバック活動時にセットで演奏されており、活動曲としては考えられていなかった。しかし、ファンからの要望により「トゥム」は2曲目の活動曲として選ばれ、長尺のMVも制作された。

## 収録曲
1. Come On
2. トゥム
2曲目の活動曲。
3. Escape
1曲目の活動曲。
4. Time Goes By
5. 悲しい錯覚
6. Pleasure
7. Maria
8. 側にいた時
9. Game
10. Fantasy
11. 薔薇の戦争
12. お別れですね
13. Falling
14. Baby Baby Tell Me